# Ноай, Анна де
Анна де Ноай (фр. Anna de Noailles, урождённая Anna Elisabeth Bibesco-Bassaraba, Princesse de Brancovan, в замужестве Marquise Mathieu de Noailles; 15 ноября 1876, Париж — 30 апреля 1933, там же) — французская поэтесса, писательница, натурщица, хозяйка литературного салона.

## Биография
Дочь румынского князя Григорие Бибеску-Бранковяну и греческой княгини Ралуки Музурос (Raluca Moussouros), известной пианистки, которой посвятил несколько сочинений Игнаций Падеревский. Среди предков Ралуки Музурос были деятели болгарского Возрождения Софроний Врачанский и Стефан Богориди.
Жена дяди Анны, княгиня Елена Бибеско, играла видную роль в литературной и художественной жизни Парижа конца XIX века.
В 1897 году Анна вышла замуж за маркиза де Ноай. У них был один ребёнок, сын, Анн Жюль де Ноай (1900—1979). Их дом был центром светского и интеллектуального Парижа.
Анна де Ноай умерла в 1933 году. Похоронена на кладбище Пер-Лашез.

## Творчество
Автор нескольких книг стихов, трех романов, автобиографии. Близка к символизму. Её стихи исполняла Сара Бернар (1901).

## Сочинения
- Le Cœur innombrable (1901)
- L’Ombre des jours (1902)
- La Nouvelle Espérance (1903)
- Les Éblouissements (1907)
- Les Vivants et les Morts (1913)
- Les Forces éternelles (1920)
- Poème de l’amour (1924)
- Passions et vanités (1926)
- L’Honneur de souffrir (1927)
- Exactitudes, Paris (1930)
- Derniers Vers et Poèmes d’enfance (1934)

## Хозяйка салона
В её салоне на авеню Ош среди других бывали:
- Рейнальдо Ан
- Поль Валери
- Альфонс Доде
- Макс Жакоб
- Франсис Жамм
- Андре Жид
- Поль Клодель
- Кокто
- Колетт
- Пьер Лоти
- Габриэла Мистраль
- Робер де Монтескью
- Франсуа Мориак
- Марсель Пруст

## Образ в искусстве
Портреты поэтессы писали:
- Жак-Эмиль Бланш
- Антонио де ла Гандара
- Кеес ван Донген
- Филип Де Ласло
- Игнасио Сулоага (см.: )
- Жан-Луи Форен

В 1906 году её скульптурный портрет создал Роден.

## Признание
Кавалер ордена Почётного легиона. Первая женщина, принятая в Королевскую академию французской литературы и языка Бельгии. В 1910 году Французская академия учредила премию Анны де Ноай. В 1921 удостоена Большой литературной премии Французской академии.

## Анна де Ноай в России
Её роман «Новое упование» (1903) перевела в 1916 году Марина Цветаева (в 1927 она написала автору письмо — см. текст: ). Стихи переводили Иван Тхоржевский, Всеволод Рождественский, Павел Лыжин (1896—1969), Юрий Корнеев и др.

## Публикации на русском языке
- Сады / Пер. Вл. Гусева. Киев, 1913
- Стихи// Семь веков французской поэзии в русских переводах. СПб: Евразия, 1999, с.527-530
- Стихи// Французская поэзия XX века. М.: Эксмо, 2005, с.86-91